# Meerenge von Maslenica

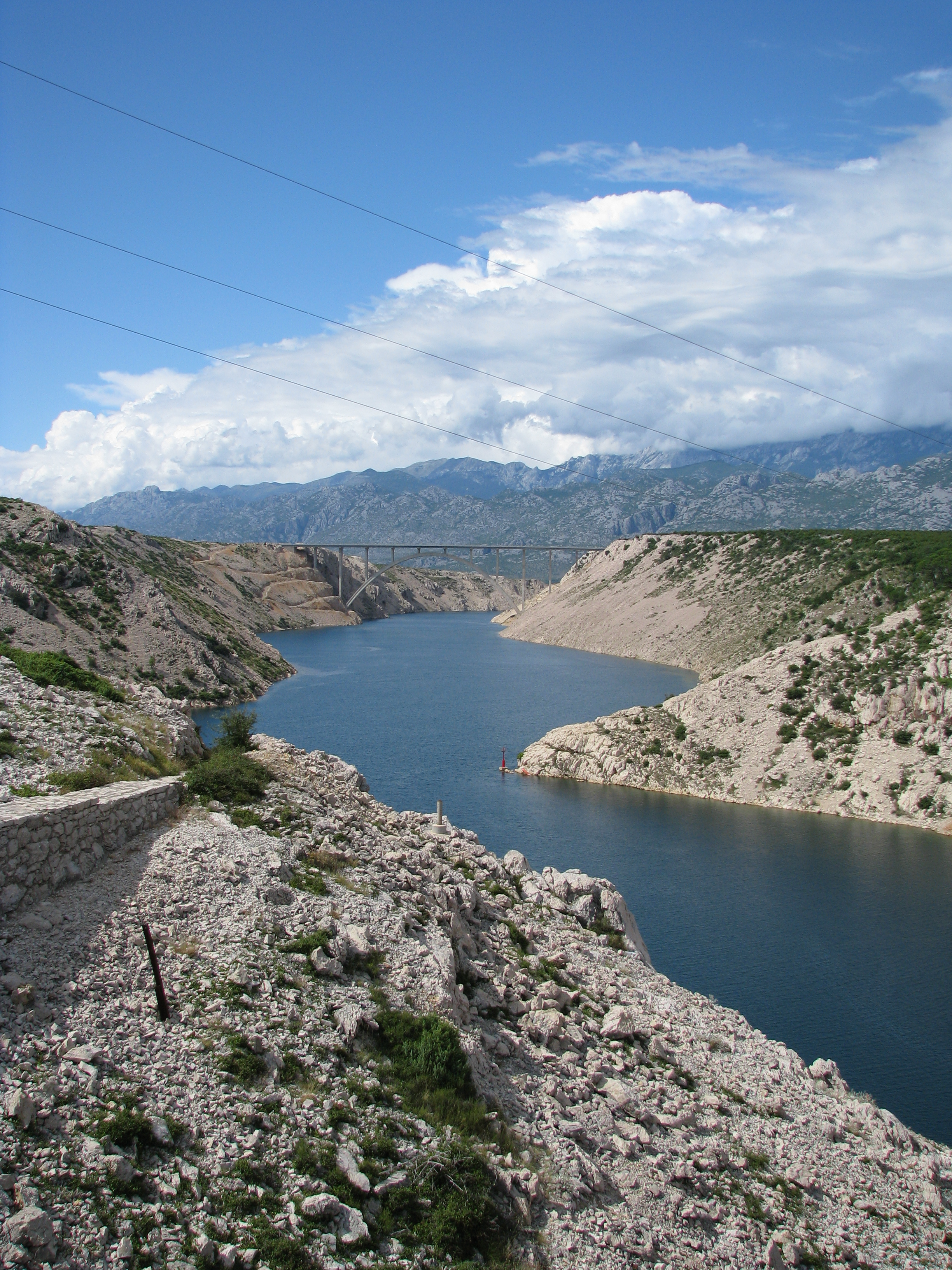
Die Meerenge von Maslenica – Blick von der Maslenica-Brücke in Richtung der Maslenica-Autobahnbrücke

Die Meerenge von Maslenica (kroatisch: Novsko Ždrilo) bildet einen natürlichen Verbindungskanal der Adria in Dalmatien (Kroatien) zwischen dem Novigrader Meer und dem Velebit-Kanal. Die Meerenge ist etwa 4 km lang. Sie ist bis zu 400 m breit und bis zu 30 m tief und wird von zwei Brücken überspannt, die Maslenica-Autobahnbrücke und die Maslenica-Brücke.